# 11061 Lagerlöf
11061 Lagerlöf è un asteroide della fascia principale. Scoperto nel 1991, presenta un'orbita caratterizzata da un semiasse maggiore pari a 2,7807888 au e da un'eccentricità di 0,0813325, inclinata di 2,09924° rispetto all'eclittica.
L'asteroide è dedicato alla scrittrice svedese Selma Lagerlöf.